# فهرست سفرهای بین‌المللی بشار اسد
این مقاله فهرست سفرهای بین‌المللی بشار اسد، رئیس‌جمهور سوریه است. او از ۱۷ ژوئیه ۲۰۰۰ تا نوامبر ۲۰۲۴ رئیس‌جمهور سوریه بود‌.

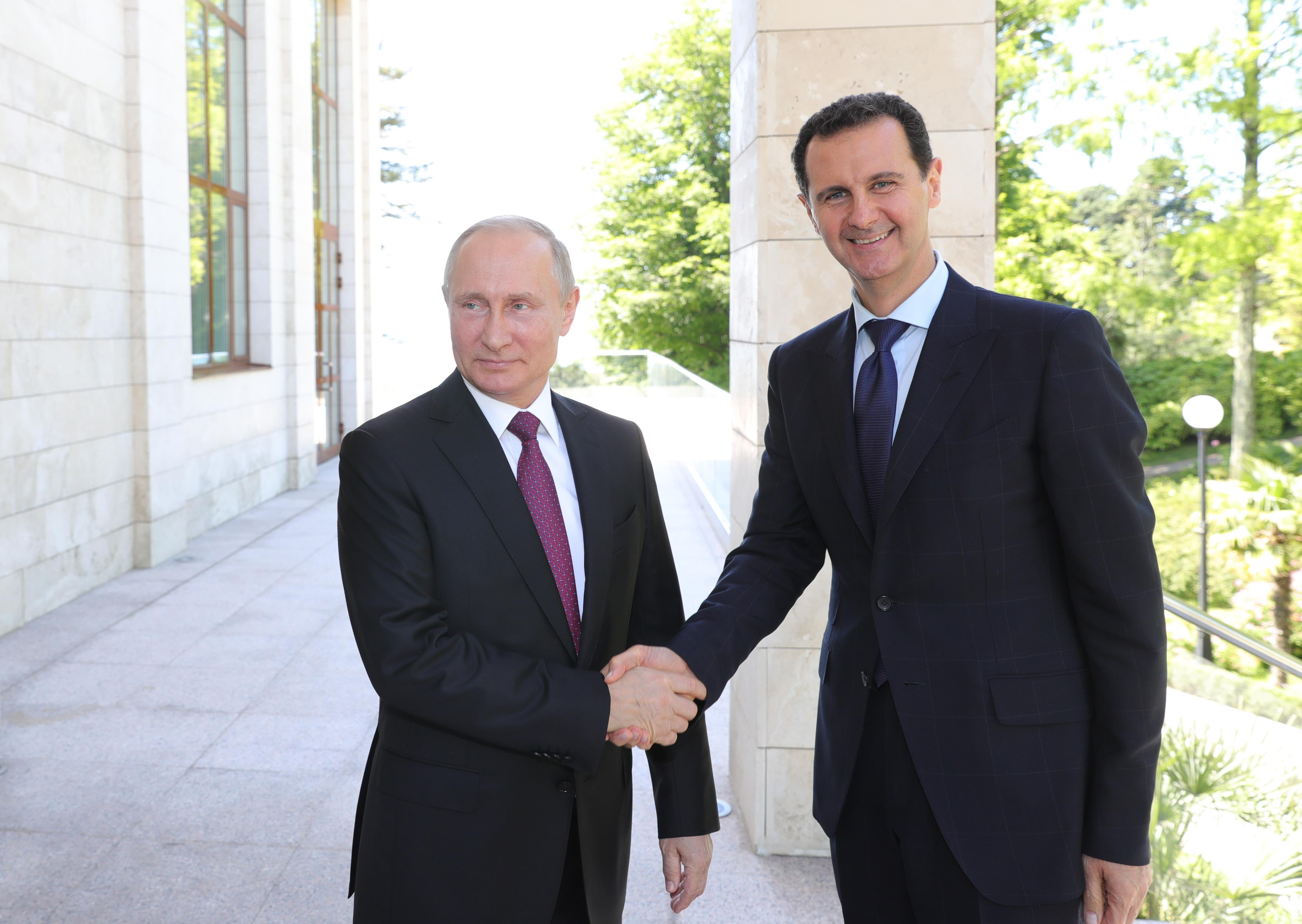
بشار اسد و ولادیمیر پوتین در سال ۲۰۱۸

## خلاصه
تعداد بازدیدهای بشار اسد، رئیس‌جمهور سوریه از کشورهایی که به آن سفر کرده‌است عبارتند از:
- یک: الجزایر، آرژانتین، ارمنستان، اتریش، جمهوری آذربایجان، بلاروس، بحرین، برزیل، بلغارستان، کرواسی، کوبا، قبرس، آلمان، یونان، ایتالیا، هند، کویت، لیبی، مالزی، مراکش، عمان، رومانی، سودان، اسلواکی، اوکراین، بریتانیا، واتیکان، ونزوئلا و یمن
- دو: چین، اردن و لبنان
- سه: مصر، اسپانیا، تونس و ترکیه
- چهار: فرانسه، قطر و امارات متحده عربی

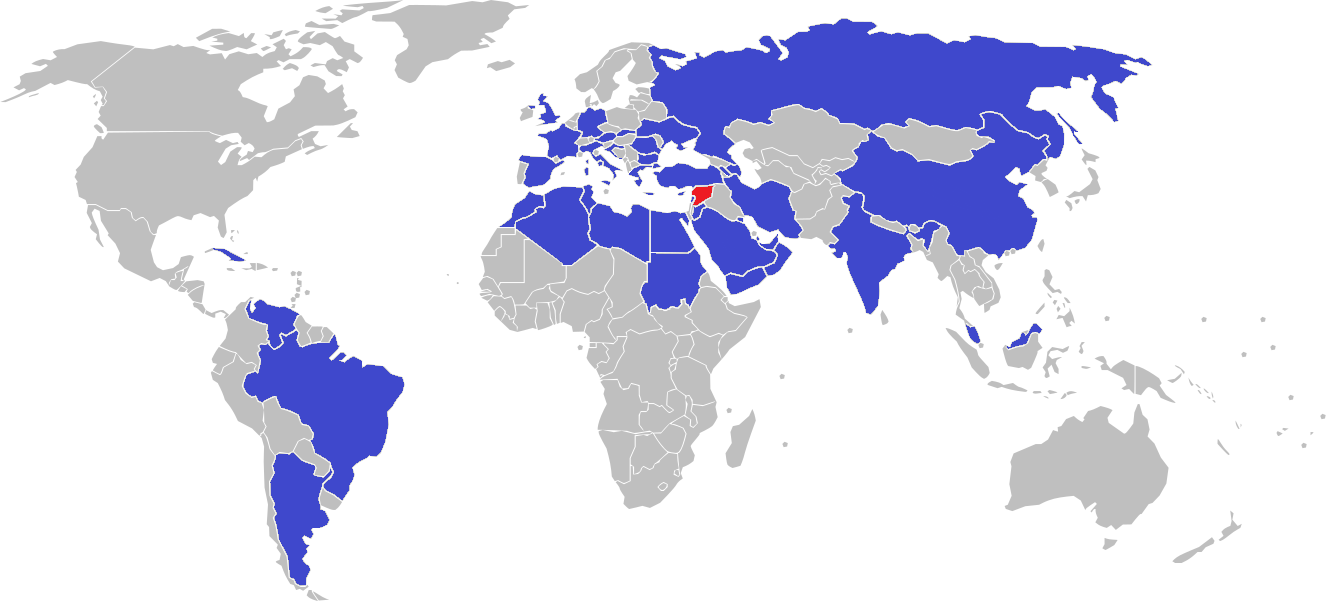
سفرهای بین‌المللی بشار اسد

- شش: ایران
- هفت: روسیه، عربستان سعودی

## ۲۰۰۰
اکتبر
- مصر[۱]

## ۲۰۰۱
مارس
- اردن – شرکت در سیزدهمین اجلاس سران کشورهای عربی در امان[۲]

آوریل
- تونس[۳]
- مراکش[۳]

مه
- اسپانیا[۴]

ژوئن
- فرانسه[۵]

ژوئیه
- آلمان[۶]

## ۲۰۰۲
فوریه
- ایتالیا[۷]

مارس
- لبنان – شرکت در چهاردهمین اجلاس سران کشورهای عربی در بیروت[۸]

دسامبر
- بریتانیا[۹]

## ۲۰۰۳
اکتبر
- مالزی[۱۰]

دسامبر
- یونان[۱۱]

## ۲۰۰۵
ژانویه
- روسیه

مارس

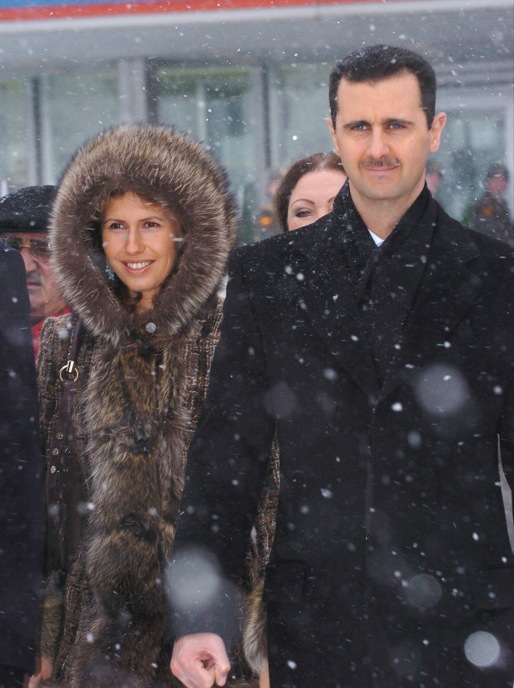
بشار اسد و اسما اسد در مسکو

- الجزایر – شرکت در هفدهمین اجلاس سران اتحادیه عرب در الجزایر[۱۲]

آوریل
- واتیکان – شرکت در مراسم درگذشت و تشییع جنازه پاپ ژان پل دوم [۱۳]

اوت
- عربستان سعودی – شرکت در مراسم درگذشت و تشییع جنازه ملک فهد [۱۴]

## ۲۰۰۶
ژانویه
- یمن[۱۵]

مارس
- عربستان سعودی[۱۶]
- سودان – شرکت در هجدهمین اجلاس سران اتحادیه عرب در خارطوم[۱۷]

ژوئن
- مصر[۱۸]

## ۲۰۰۷
ژانویه
- قطر

فوریه
- ایران

مارس
- عربستان سعودی[۱۹]

اکتبر
- ترکیه[۲۰]

## ۲۰۰۸
ژوئن
- امارات متحده عربی[۲۱]
- کویت[۲۲]
- هند[۲۳]

ژوئیه
- فرانسه[۲۴]

اوت
- ایران[۲۵]
- روسیه[۲۶]

## ۲۰۰۹
ژانویه
- قطر[۲۷]

مارس
- اردن[۲۸]
- قطر – شرکت در بیست و یکمین اجلاس سران کشورهای عربی در دوحه[۲۹]

آوریل
- اتریش[۳۰]
- اسلواکی[۳۱]

ژوئن
- ارمنستان[۳۲][۳۳]

ژوئیه
- جمهوری آذربایجان[۳۴]

اوت
- ایران[۳۵]

سپتامبر
- ترکیه[۳۶]

اکتبر
- کرواسی[۳۷]

نوامبر
- فرانسه[۳۸]

## ۲۰۱۰

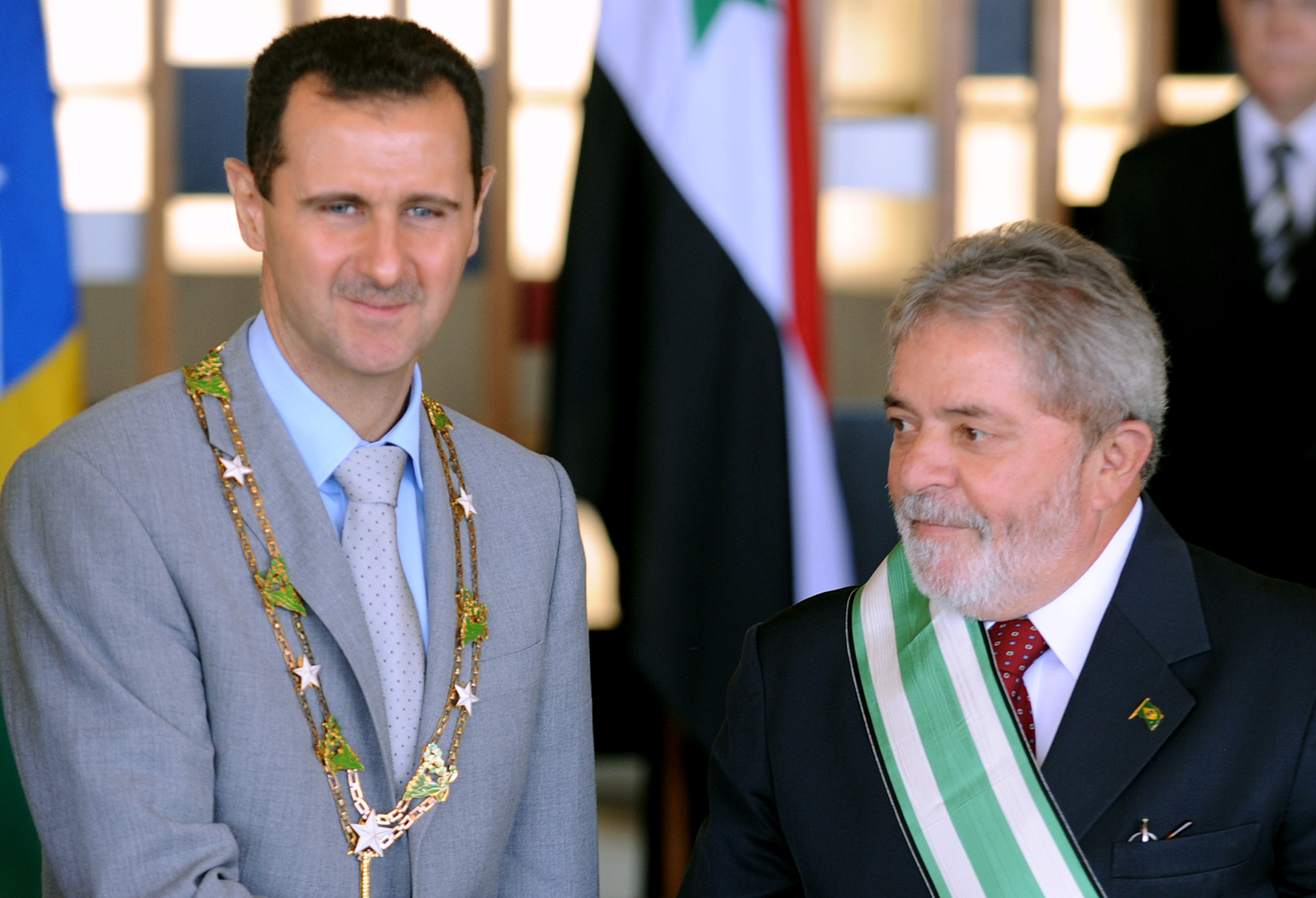
بشار اسد و لوئیس ایناسیو لولا دا سیلوا

ژانویه
- عربستان سعودی[۳۹]
- قطر[۴۰]

مارس
- لیبی[۴۱]

مه
- ترکیه[۴۲]
- قطر[۴۳]

ژوئن
- ونزوئلا[۴۴]
- کوبا[۴۵]
- برزیل[۴۶]

ژوئیه
- آرژانتین
- اسپانیا[۴۷]
- بلاروس[نیازمند منبع]
- لبنان[۴۸]
- تونس[۴۹]

اکتبر
- ایران[۵۰]
- عربستان سعودی[۵۱]

نوامبر
- قبرس[۵۲]
- بلغارستان[۵۳]
- رومانی[۵۴]

دسامبر
- اوکراین[۵۵]
- فرانسه[۵۶]

## ۲۰۱۵
اکتبر
- روسیه[۵۷]

## ۲۰۱۷

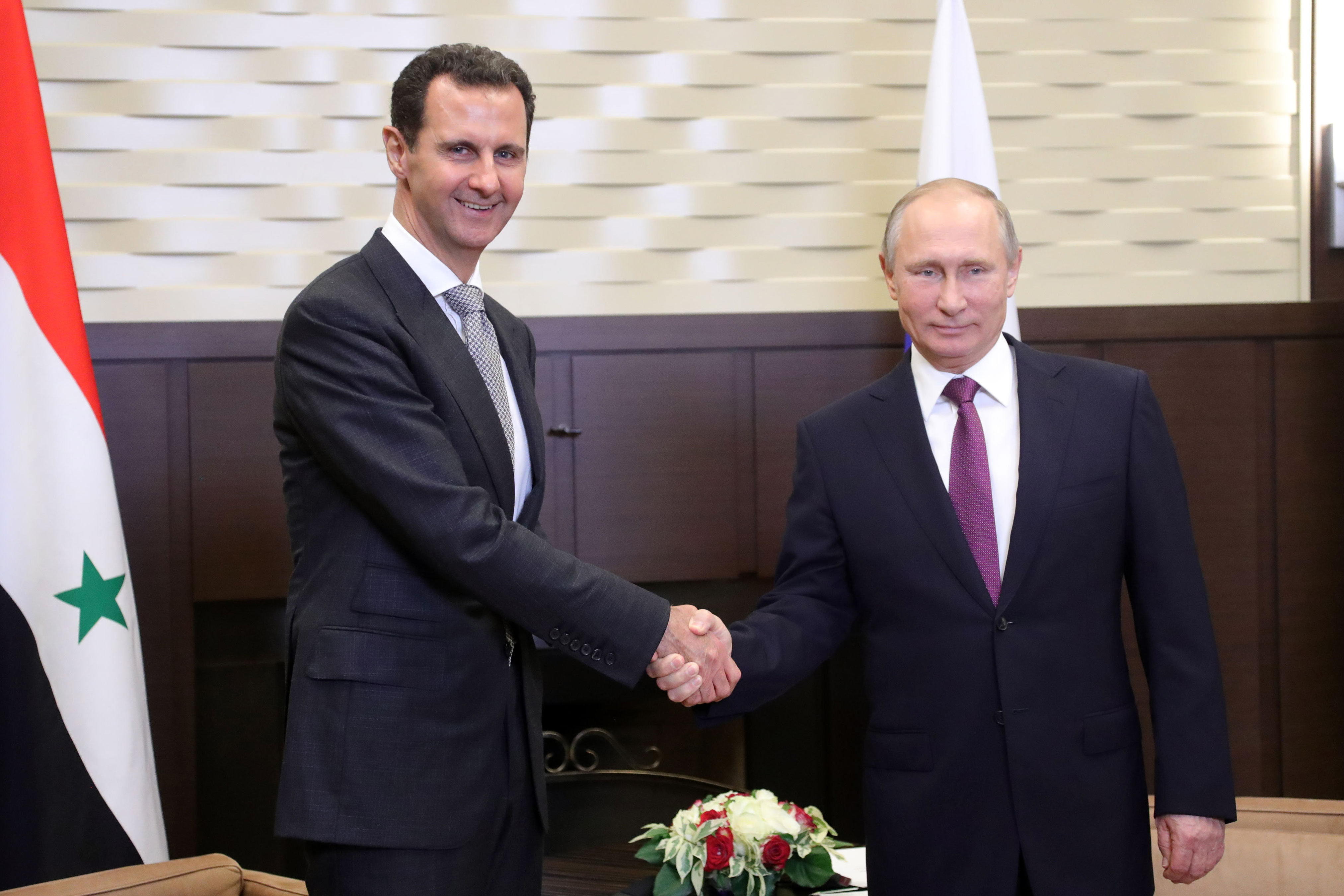
بشار اسد و ولادیمیر پوتین

نوامبر
- روسیه[۵۸]

## ۲۰۱۸
مه
- روسیه[۵۹]

## ۲۰۱۹
فوریه
- ایران[۶۰]

## ۲۰۲۱
سپتامبر
- روسیه[۶۱]

## ۲۰۲۲
| کشور              | شهر          | تاریخ   | جزئیات |
| ----------------- | ------------ | ------- | ------ |
| امارات متحده عربی | ابوظبی و دبی | ۱۸ مارس | [ ۶۲ ] |
| ایران             | تهران        | ۸ مه    | [ ۶۳ ] |

## ۲۰۲۳
| کشور              | شهر        | تاریخ         | جزئیات |
| ----------------- | ---------- | ------------- | --- |
| عمان              | مسقط       | ۲۰ فوریه      | دیدار با سلطان هیثم بن طارق |
| روسیه             | مسکو       | ۱۴–۱۵ مارس    | دیدار با ولادیمیر پوتین |
| امارات متحده عربی | ابوظبی     | ۱۸ مارس       | دیدار با محمد بن زاید آل نهیان رئیس امارات متحده عربی و محمد بن راشد آل مکتوم نخست‌وزیر امارات متحده عربی                          |
| عربستان سعودی     | جده        | ۱۸–۱۹ مه      | شرکت در سی و دومین اجلاس سران کشورهای عربی                                                                                        |
| چین               | هانگژو پکن | ۲۱–۲۶ سپتامبر | شرکت در افتتاحیه بازی‌های آسیایی ۲۰۲۲ دیدار با رئیس‌جمهور شی جین پینگ، نخست‌وزیر لی چیانگ و رئیس کمیته دائمی کنگره ملی خلق جائو له‌جی |
| عربستان سعودی     | ریاض       | ۱۰–۱۱ نوامبر  | شرکت در نشست اضطراری اتحادیه عرب در سال ۲۰۲۳                                                                                      |

## ۲۰۲۴
| کشور          | شهر   | تاریخ        | جزئیات                                                          |
| ------------- | ----- | ------------ | --------------------------------------------------------------- |
| بحرین         | منامه | ۱۶ مه        | شرکت در سی و سومین اجلاس سران کشورهای عربی                      |
| ایران         | تهران | ۳۰ مه        | دیدار با علی خامنه‌ای و رئیس‌جمهور موقت محمد مخبر                 |
| روسیه         | مسکو  | ۲۴–۲۵ ژوئیه  | دیدار با ولادیمیر پوتین                                         |
| عربستان سعودی | ریاض  | ۱۱ نوامبر    | شرکت در اجلاس فوق‌العاده عربی-اسلامی ۲۰۲۴ دیدار با محمد بن سلمان |
| روسیه         | مسکو  | ۲۸–۲۹ نوامبر | دیدار با ولادیمیر پوتین                                         |
| روسیه         | مسکو  | ۸ دسامبر     | فرار به دنبال سقوط رژیم اسد                                     |